# Liste d'animes par date de sortie (1939-1945)
 (novembre 2023).
La mise en forme du texte ne suit pas les recommandations de Wikipédia : il faut le « wikifier ».
Les points d'amélioration suivants sont les cas les plus fréquents. Le détail des points à revoir est peut-être précisé sur la page de discussion.
- Les titres sont pré-formatés par le logiciel. Ils ne sont ni en capitales, ni en gras.
- Le texte ne doit pas être écrit en capitales (les noms de famille non plus), ni en gras, ni en italique, ni en « petit »…
- Le gras n'est utilisé que pour surligner le titre de l'article dans l'introduction, une seule fois.
- L'italique est rarement utilisé : mots en langue étrangère, titres d'œuvres, noms de bateaux, etc.
- Les citations ne sont pas en italique mais en corps de texte normal. Elles sont entourées par des guillemets français : « et ».
- Les listes à puces sont à éviter, des paragraphes rédigés étant largement préférés. Les tableaux sont à réserver à la présentation de données structurées (résultats, etc.).
- Les appels de note de bas de page (petits chiffres en exposant, introduits par l'outil «  Source ») sont à placer entre la fin de phrase et le point final[comme ça].
- Les liens internes (vers d'autres articles de Wikipédia) sont à choisir avec parcimonie. Créez des liens vers des articles approfondissant le sujet. Les termes génériques sans rapport avec le sujet sont à éviter, ainsi que les répétitions de liens vers un même terme.
- Les liens externes sont à placer uniquement dans une section « Liens externes », à la fin de l'article. Ces liens sont à choisir avec parcimonie suivant les règles définies. Si un lien sert de source à l'article, son insertion dans le texte est à faire par les notes de bas de page.
- La présentation des références doit suivre les conventions bibliographiques. Il est recommandé d'utiliser les modèles {{Ouvrage}}, {{Chapitre}}, {{Article}}, {{Lien web}} et/ou {{Bibliographie}}. Le mode d'édition visuel peut mettre en forme automatiquement les références.
- Insérer une infobox (cadre d'informations à droite) n'est pas obligatoire pour parachever la mise en page.

Pour une aide détaillée, merci de consulter Aide:Wikification.
Si vous pensez que ces points ont été résolus, vous pouvez retirer ce bandeau et améliorer la mise en forme d'un autre article.
Il s'agit d'une liste d'animes classés par date de sortie, couvrant les productions d'animation japonaises réalisées entre 1939 et 1945.
| Nom                                 | Nom japonais            | Romaji                       | Format        | Date de sortie |
| ----------------------------------- | ----------------------- | ---------------------------- | ------------- | -------------- |
| Benkei tai Ushiwaka (en)            | 弁慶対牛若              | Benkei tai Ushiwaka          | Court métrage | 1939,          |
| Cat's Folktale                      | ニャンの浦島            | Nyan no urashima             | Court métrage | 1939           |
| Monkey and Crabs                    | 新猿蟹合戰              | Shin Sarukanigassen          | Court métrage | 1939           |
| Swim, Monkey, Swim!                 | 泳げや泳げ              | Oyoge ya Oyoge               | Court métrage | 1939           |
| The Sea Eagle                       | 海の荒鷲                | Umi no arawashi              | Court métrage | 1939           |
| Kintaro's Training Day              | キンタロー体育日記      | Kintarou Taiiku Nikki        | Court métrage | 1940           |
| Magician In The Dream               | 夢の魔術師              | Yume no Majutsushi           | Court métrage | 1940           |
| The Quack Infantry Troop            | あひる陸戰隊            | Ahiru rikusentai             | Court métrage | 1940           |
| The Pretend Butterfly Lady          | お蝶夫人の幻想          | Ochofujinno genso            | Court métrage | 1940           |
| Arichan the Ant                     | アリチャン              | Arichan                      | Court métrage | 1941           |
| Attack on Fuku-chan                 | フクちゃんの奇襲        | Fuku-chan no kishū           | Court métrage | 1941           |
| Baby Kangaroo's Birthday Surprise   | カンガルーの誕生日      | Kangaroo no Tanjoubi         | Court métrage | 1941,          |
| Children and Handicraft             | 子供と工作              | Kodomo to kōsaku             | Court métrage | 1941           |
| Jack et le Haricot magique          | ジャックと豆の木        | Jakku to mame no ki          | Court métrage | 1941           |
| Our Marines                         | お猿三吉 ぼくらの海兵団 | Bokura no Kaiheidan          | Court métrage | 1941           |
| The Lazy Fox                        | なまけぎつね            | Namakegitsune                | Court métrage | 1941           |
| Defeat of the Spies                 | スパイ撃滅              | Supai Gekimetsu              | Court métrage | 1942,          |
| Mabo Fights Hard in the South Seas  | マー坊の南海奮戦記      | Mabo no nankai funsen-ki     | Court métrage | 1942           |
| Momotarō no Umiwashi                | 桃太郎の海鷲            | Momotarou no Umiwashi        | Film          | 1942           |
| Mountain Mobilization               | お山の総動員            | Oyama no Soudouin            | Court métrage | 1942           |
| Princess Kaguya                     | かぐや姫                | Kaguya Hime                  | Court métrage | 1942           |
| Sankichi the Monkey: The Air Combat | お猿の三吉～防空戦      | Osaru no Sankichi: Boukuusen | Court métrage | 1942           |
| Long Live Japan                     | 日本 万歳               | Nippon Banzai                | Court métrage | 1943           |
| Spider and Tulip (ja)               | くもとちゅうりっぷ      | Kumo to Tulip                | Court métrage | 1943,          |
| The Battle of the Malay Sea         | マレー沖海戦            | Maree oki kaisen             | Court métrage | 1943           |
| Fuku-chan's Submarine               | フクちゃん部隊出撃の歌  | Fuku-chan no Sensuikan       | Court métrage | 1944           |
| Insect Heaven                       | 昆虫天国                | Konchu Tengoku               | Court métrage | 1945           |
| Momotaro, le divin soldat de la mer | 桃太郎 海の神兵         | Momotarō: Umi no Shinpei     | Long métrage  | 1945,          |

## Naissances notables
- 26 juin 1940 - Tetsu Dezaki (ja), réalisateur, producteur, scénariste.
- 5 janvier 1941 - Hayao Miyazaki, réalisateur, producteur, scénariste, animateur, auteur, mangaka[25].
- 18 novembre 1943 – Osamu Dezaki (mort en 2011), réalisateur, scénariste[26].
- 21 avril 1944 – Toyoo Ashida (ja) (mort en 2011), réalisateur, créateur de personnages, animateur, réalisateur d'animation, scénariste.

## Décès notables
- 2 février 1945 - Seitarō Kitayama (né en 1888) [27]